# 스나이퍼 (1993년 영화)
《스나이퍼》(영어: Sniper)는 1993년 개봉한 미국의 액션 영화이다.

## 줄거리
상사 토마스 베켓은 해병 수색대의 노련한 저격수로, 스파터인 파피치 상병과 함께 정글에서 파나마 반군 지도자를 암살하는 임무를 수행한다. 임무를 성공적으로 마친 베켓과 파피치는 은밀하게 지역에서 철수하여 구조를 기다린다. 하지만 밤이 아닌 낮에 착오로 구조되는 바람에 파피치는 저격수의 총에 맞아 사망한다.
이후 베켓은 미숙한 민간인 리처드 밀러와 짝을 이루어 콜롬비아 마약왕 라울 오초아가 자금을 대는 반군 장군 미구엘 알바레스를 제거하는 임무를 맡는다. 밀러는 올림픽 메달리스트이자 SWAT 팀의 저격수이지만, 전투 경험이 없고 확인된 살해 기록도 없다. 밀러는 또한 상관으로부터 베켓이 비밀 작전을 위협하면 그를 죽이라는 명령을 받는다. 집결지로 향하던 중, 밀러의 UH-1 헬리콥터가 게릴라의 총격을 받는다. 헬리콥터 승무원과 승객 중 몇 명이 사망한다. 밀러는 그를 쏘지 못하고, 대신 치명적인 부상을 입은 헬리콥터 도어 거너가 사살하지만, 헬기 조종사는 밀러가 결정적인 총을 쏜 것으로 믿어 밀러에게 잘못된 명성을 안겨준다.
임무에서 베켓은 밀러에게 주어진 계획에서 벗어날 것을 주장한다. 초반에 그들은 인디언 집단을 만나는데, 그들은 반군 게릴라를 지나서 길을 안내해주는 대가로 부탁을 하나 한다. 그것은 반군을 돕는 전직 CIA 요원이자 고문 전문가인 엘 시루하노("외과의사")를 제거해달라는 것이다. 베켓은 그렇게 하기로 동의한다.
밀러의 신뢰성에 대해 확신하지 못하고 최근 헬리콥터에서 그가 "사살"한 것에 대해 회의적인 베켓은 자신을 증명하기 위해 엘 시루하노를 죽이라고 밀러에게 말한다. 하지만 때가 되자 밀러는 다시 실패하는데, 먼저 "경고 사격"을 하고 이어서 시루하노의 머리를 향해 쏘지만 빗나간다. 경보를 울린 게릴라들과의 총격전에서 인디언 한 명이 사망하고 나머지는 더 이상 도움을 주지 않는다.
목표를 향해 가던 중, 그들은 다른 저격수가 자신들을 뒤쫓고 있음을 깨닫는다. 그들은 정보원인 신부를 만나기 위해 마을로 향하지만, 그들이 도착하기 훨씬 전에 그가 살해당했음을 알게 된다. 베켓은 밀러의 신뢰성에 의문을 제기하며 그것이 엘 시루하노의 짓이라고 소리 내어 추측한다. 그날 밤, 베켓은 자신들을 뒤쫓는 저격수를 함정으로 유인하여 제거한다.
두 사람은 마침내 장군의 아시엔다에 도착한다. 목표물이 나타나기를 기다리던 중, 그들은 시루하노가 살아있음을 알게 된다. 밀러는 잘 숨지 못해 잠입하려던 경비병에게 발각된다. 베켓은 밀러를 공격하던 자를 죽이고, 밀러는 마약왕을 제거한다. 장군을 죽이는 대신 밀러의 생명을 구해야 했던 베켓은 장군을 제거하기 위해 돌아가야 한다고 주장한다. 밀러가 임무 완수를 거부하자 베켓과 밀러 사이에 총격전이 벌어진다. 밀러는 탄약이 떨어지자 총격을 멈춘다.
반군들이 두 사람에게 다가오자 베켓은 밀러에게 엄호 사격을 제공하려고 한다. 수적으로 열세임을 알고 그는 반군에게 항복하고, 밀러가 보고 있음을 알면서 총알 하나를 땅에 떨어뜨린다. 밀러는 베켓이 끌려간 후 그것을 주워든다.
밤이 되자 밀러는 추출 지점으로 가지만, 헬리콥터에 탑승하는 대신 베이스 캠프로 향하여 칼로 장군을 죽인다. 그는 베켓이 엘 시루하노에게 고문당하고 있는 것을 발견하는데, 시루하노는 베켓의 오른손 방아쇠 손가락을 잘라냈다. 베켓은 밀러를 발견하고 시루하노의 주의를 분산시키면서 밀러에게 한 발로 둘 다 죽이라고 입으로 지시한다. 대신 밀러는 "한 발, 한 번의 죽음"을 고수하며 시루하노의 머리에 총을 쏜다. 두 사람은 구조 헬리콥터로 달려가고, 베켓은 다시 한번 밀러의 생명을 구한다. 왼손을 사용하여 시루하노의 권총으로 매복해 있던 저격수를 쏜다. 마지막 장면은 베켓과 밀러가 헬리콥터를 타고 집으로 돌아가는 모습을 보여준다.

## 출연진
- 톰 베런저 - 톰 베킷 원사 역
- 빌리 제인 - 국가 안전 보장 회의(NSC) 요원 리처드 밀러 역
- J. T. 월시 - 체스터 밴댐 대령 역
- 에이든 영 - 더그 패피치 상병 역
- 게리 스완슨 - NSC 워싱턴 직원 역
- 렉스 린 - 웨이머스 대령 역 (크레디트 미기재)
- 타일러 코핀 - 리펄리 역
- 테이오 게버트 - 리펄리의 친구 역

## 우리말 녹음
MBC 성우진
- 이윤연 - 베킷 원사(톰 베런저)
- 김관철 - 밀러(빌리 제인)
- 김용식 - NSC 직원(게리 스완슨)
- 박태호 - 대령(렉스 린)
- 이병식 - 체스터(J. T. 월시)
- 김영훈 - 패피치(에이든 영)
- 이승환 - 군인(테이오 게버트)
- 안장혁 - 군인(타일러 코핀)